# Her kommer Flåden
Her kommer Flåden (originaltitel Here Comes the Navy) er en amerikansk romantisk komediefilm fra 1934, instrueret af Lloyd Bacon. Filmen havde James Cagney, Pat O'Brien, Gloria Stuart og Frank McHugh i hovedrollerne.
Manuskriptet er skrevet af Earl Baldwin og Ben Markson
Filmen blev nomineret til en Oscar for bedste film i 1935.